# كلاوديو لوستنبيرغر
كلاوديو لوستنبيرغر (بالألمانية: Claudio Lustenberger) (مواليد 6 يناير 1987) هو لاعب كرة قدم سويسري ، يجيد اللعب في مركز الظهير الأيسر ، ويلعب أيضًا كجناح أيسر ، ويلعب حاليًا لنادي لوتسيرن السويسري.

## روابط خارجية
- كلاوديو لوستنبيرغر على موقع قاعدة بيانات كرة القدم.إي يو (الإنجليزية)
- كلاوديو لوستنبيرغر على موقع Soccerbase.com (لاعب) (الإنجليزية)
- كلاوديو لوستنبيرغر على موقع Soccerway.com (الإنجليزية)
- كلاوديو لوستنبيرغر على موقع عالم كرة القدم.نت (الإنجليزية)

- Claudio Lustenberger